# Sergej Georgievič Gorškov
Sergej Georgievič Gorškov, in russo Серге́й Георгиевич Горшков? (Kamenec Podol'skij, 26 febbraio 1910 – Mosca, 13 maggio 1988), è stato un ammiraglio e politico sovietico.
Veterano della seconda guerra mondiale, divenne nel 1956, dopo una brillante carriera, il comandante in capo della Marina sovietica e mantenne questo incarico per quasi trent'anni esercitando un'influenza decisiva sui programmi e le strategie navali delle Forze armate sovietiche.
Gorškov procedette metodicamente a pianificare e promuovere un enorme programma di sviluppo della Marina sovietica che grazie soprattutto alla sua attività, divenne negli anni settanta la seconda del mondo, in grado di competere su tutti i mari con la marina degli Stati Uniti e di supportare a livello globale l'influenza politico-militare dell'Unione Sovietica. L'ammiraglio ottenne un grande prestigio per gli impressionanti risultati raggiunti, che sembrarono mettere in pericolo la superiorità navale delle potenze occidentali.
Per i risultati ottenuti e la sua attività a favore dell'innovazione, il potenziamento e l'addestramento delle forze navali sovietiche, Gorškov, promosso al massimo grado di ammiraglio della flotta dell'Unione Sovietica, è stato considerato uno degli uomini di mare più abili e preparati della storia russa.

## Biografia

### Gli inizi e la seconda guerra mondiale
Sergej Gorškov nacque il 26 febbraio 1910 a Kamenec Podol'skij in una famiglia di insegnanti e dal 1912 al 1926 visse e studiò a Kolomna. Dopo aver ottenuto il diploma liceale, entrò alla facoltà di Fisica e Matematica dell'Università di Leningrado, ma nel 1927 decise di abbandonare gli studi universitari ed entrare all'Accademia navale M. V. Frunze dove rimase fino al completamento dei corsi nel 1931; subito dopo prese parte al suo primo servizio di navigazione sul cacciatorpediniere Frunze nella Flotta del Mar Nero.

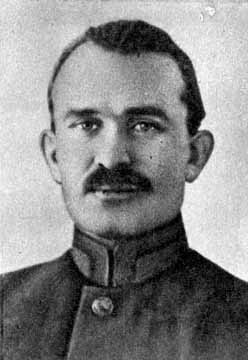
Sergej Georgievič Gorškov nel 1932

Dopo essere stato trasferito alla Flotta del Pacifico, dove fece parte come ufficiale alla navigazione dell'equipaggio del cacciamine Tomsk, nel 1937 frequentò i corsi speciali di comando della marina e ricevette il grado di capitano di terza classe. Nel 1938 ebbe il suo primo impegno operativo reale, partecipando ai combattimenti sul lago Chasan contro le forze giapponesi. Negli ultimi anni prima della seconda guerra mondiale, Gorškov continuò una brillante carriera: nel 1939 ritornò alla Flotta del Mar Nero e venne promosso capitano di seconda classe e comandante di una flottiglia di cacciatorpediniere, mentre nel 1940 assunse il comando di una flottiglia di incrociatori.
Durante la seconda guerra mondiale, Gorškov prese parte attiva al conflitto assumendo incarichi di crescente responsabilità e distinguendosi per energia e capacità. Alle dipendenze della Flotta del Mar Nero, ricevette prima il comando della base navale di Azov e poi della Flottiglia del Danubio con la quale partecipò a numerose operazioni anfibie in collegamento con le forze terrestri dell'Armata Rossa. Dopo aver combattuto nel 1941 durante l'accanita difesa di Odessa, prese parte con le sue navi alle operazioni per la liberazione di Novorossijsk e Taman', alla liberazione della Crimea, all'Offensiva Iași-Chișinău e alle campagne combinate, fluviali e terrestri, per la liberazione di Belgrado e Budapest. In particolare la Flottiglia del Danubio, guidata dall'ammiraglio Gorškov, operò con successo durante l'invasione della Romania dell'estate 1944 in collaborazione con la 46ª Armata, e sferrò un attacco anfibio attraverso la foce del Dnestr. Nella successiva battaglia per la liberazione di Belgrado, le navi di Gorškov mossero lungo il Danubio fino a Negotin, che venne conquistata con un altro attacco anfibio il 30 settembre 1944, mentre in ottobre contribuirono alla vittoria nella capitale jugoslava, bloccando le vie di ritirata tedesche attraverso la Sava e il Danubio.

### Al comando della Marina sovietica
Dopo la vittoria nella seconda guerra mondiale, Gorškov continuò la carriera nella Marina sovietica, assumendo nel 1948 la direzione del personale della Flotta del Mar Nero; quindi nel 1951 ricevette il comando in capo di quella flotta, incarico che mantenne fino al 1955 quando divenne il vice-comandante della Marina da guerra sovietica. L'ammiraglio raggiunse il culmine della sua carriera nel luglio 1956 quando il dirigente supremo dell'Unione Sovietica Nikita Sergeevič Chruščёv gli assegnò il comando in capo della Marina in sostituzione dell'ammiraglio Nikolaj Gerasimovič Kuznecov; Gorškov avrebbe mantenuto questo incarico per quasi trent'anni fino al 1985 e avrebbe svolto un ruolo decisivo nello sviluppo tecnico-operativo della flotta e nella elaborazione della politica navale della superpotenza comunista.

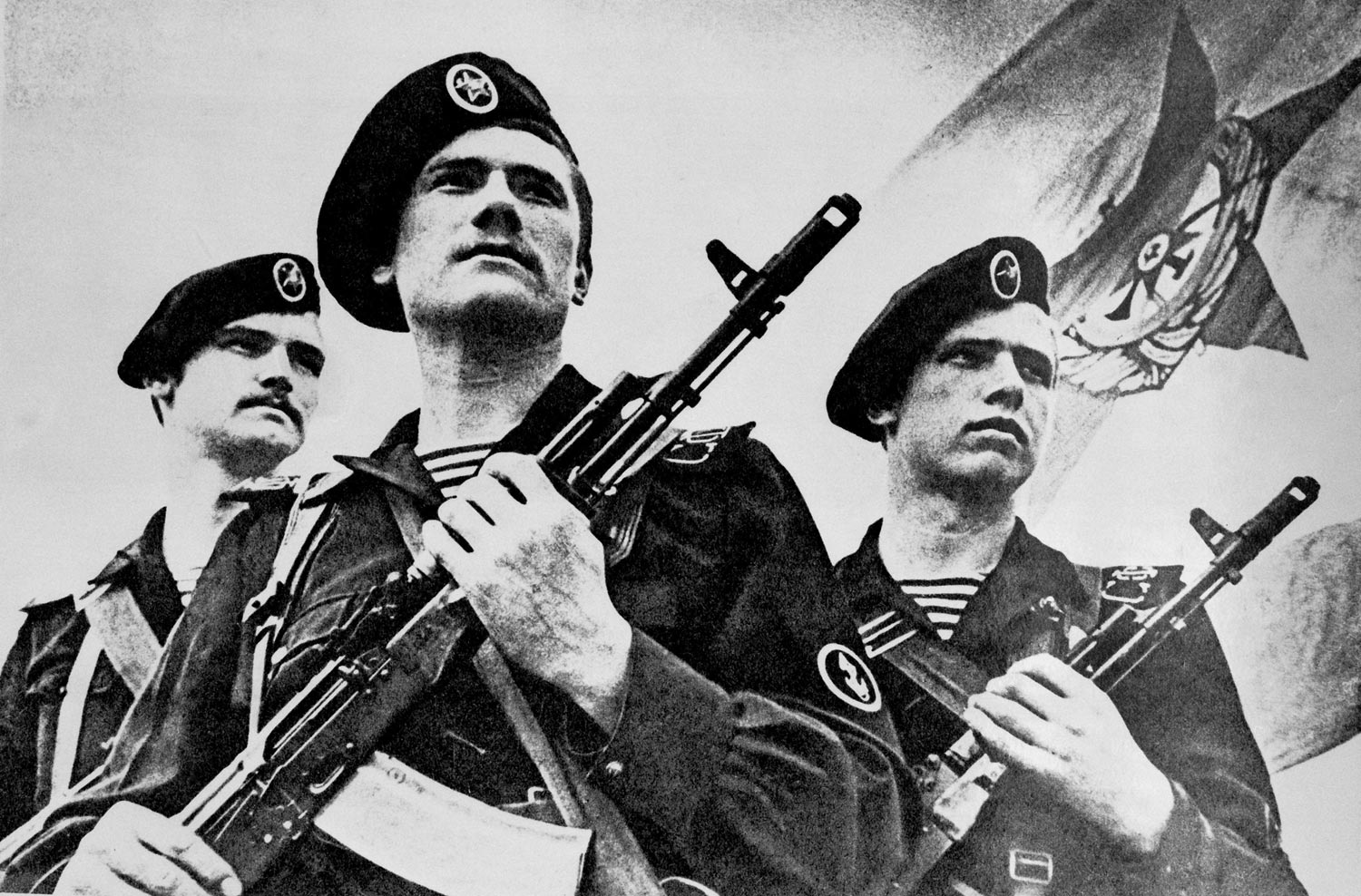
Fanteria di marina della Flotta sovietica negli anni 1980

L'ammiraglio promosse un lento e metodico ampliamento della flotta che al momento dell'assunzione del suo comando era principalmente limitata a compiti di difesa costiera, e perseguì tenacemente l'obiettivo di sfidare la apparentemente schiacciante superiorità navale della Marina degli Stati Uniti. Gorškov sviluppò la crescita del naviglio di superficie, potenziando e modernizzando la flotta di cacciatorpediniere e incrociatori, e anche dei sottomarini, costituendo con il tempo un minaccioso schieramento di unità subacquee che sembravano in grado di interdire i collegamenti occidentali attraverso l'Atlantico e potevano inoltre raggiungere posizioni d'attacco da dove lanciare eventualmente missili balistici contro il territorio americano. Per i risultati raggiunti negli anni 1960, sotto la nuova dirigenza di Leonid Il'ič Brežnev ricevette nuovi riconoscimenti: nel 1962 divenne ammiraglio della flotta e nel 1967 assunse il massimo titolo di Ammiraglio della flotta dell'Unione Sovietica.

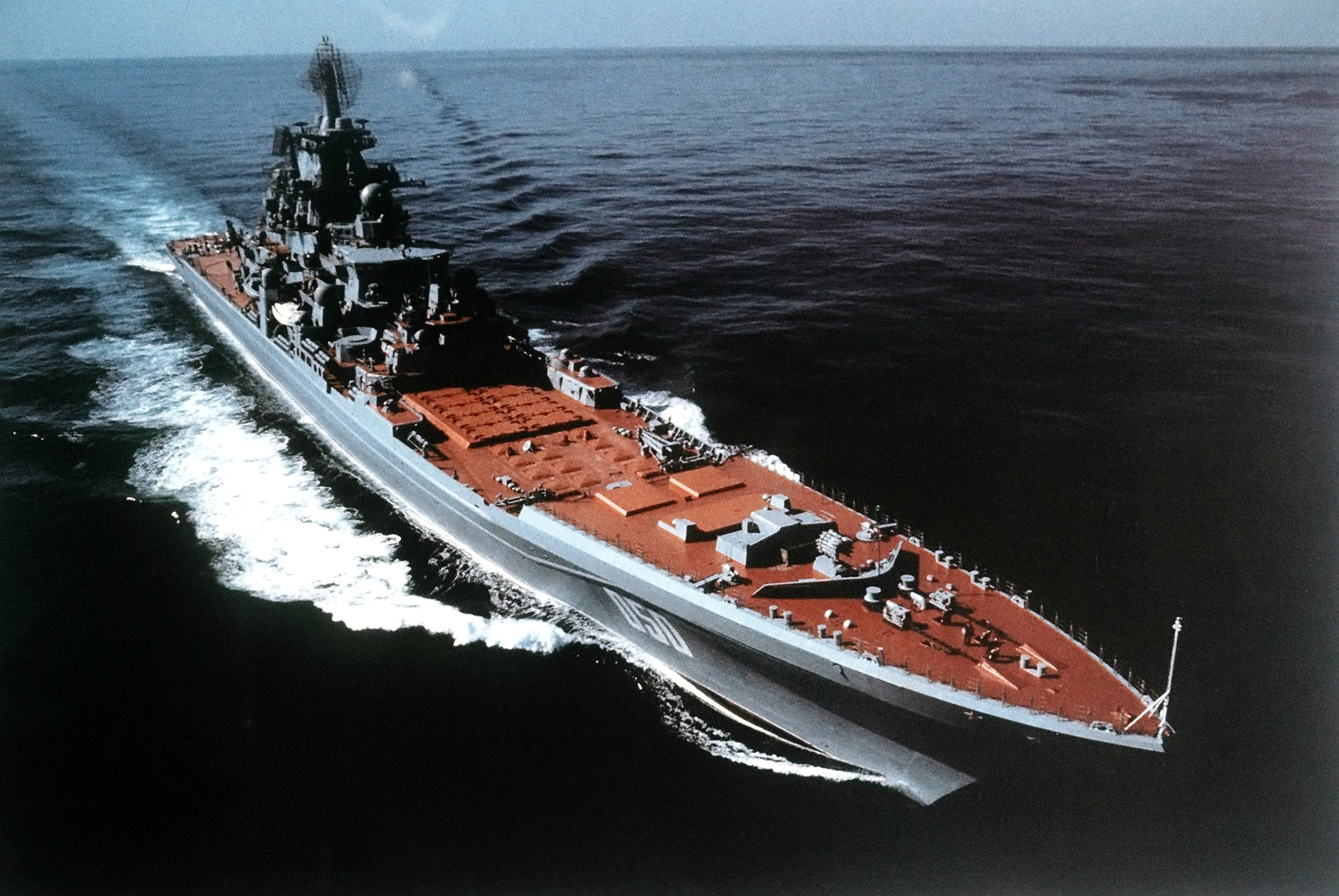
Un incrociatore da battaglia classe Kirov

Accanto al continuo potenziamento delle forze navali a disposizione delle quattro flotte operative della Marina sovietica, Gorškov prese anche la decisione di ricostituire e rafforzare le unità di Fanteria di Marina; nel 1964 vennero quindi attivate le prime formazioni di desatniki, le truppe da sbarco anfibio della Marina sovietica che da quel momento vennero assegnate a tutte le squadre navali e, soprattutto a partire dagli anni settanta contribuirono a consolidare le capacità della Marina sovietica di effettuare operazioni in tutto il mondo, dimostrando la presenza e la forza sovietica in ogni regione marittima. L'ammiraglio dava grande importanza anche alla funzione propagandistica delle sue navi e quindi a partire dagli anni 70 le flotte sovietiche si mostrarono su tutti i mari e svilupparono una crescente attività oceanica per evidenziare la potenza marittima raggiunta dall'Unione Sovietica e la sua capacità di contrastare globalmente la Marina rivale degli Stati Uniti. Le navi sovietiche in questa fase potevano utilizzare inoltre una serie di basi messe a disposizione da nazioni alleate che semplificavano grandemente le difficoltà logistiche della flotta dell'ammiraglio Gorškov: a Cam Ranh in Vietnam, sull'isola di Socotra, vicino al Golfo di Aden, in Angola e a Cuba.
Alla fine degli anni 70 e all'inizio degli anni 80, la Marina sovietica, ormai la seconda del mondo e la prima per alcune classi di navi, raggiunse una consistenza numerica impressionante, superiore quantitativamente alla Marina degli Stati Uniti e Gorškov sembrò aver conseguito i suoi obiettivi strategici e di politica navale; in particolare vennero immesse in servizio nuove classi di navi che non mancarono di preoccupare gli strateghi e gli analisti occidentali. La Marina sovietica disponeva finalmente delle prime portaerei della classe Kiev, dei moderni cacciatorpediniere Classe Sovremennyj, degli incrociatori classe Slava, dei sottomarini giganti Classe Typhoon; entrarono a far parte della flotta anche nuovi tipi di unità come i temibili incrociatori da battaglia classe Kirov e le grandi navi d'assalto anfibio classe Ivan Rogov. L'ammiraglio raggiunse un grande prestigio e venne considerato uno dei più abili e lungimiranti ammiragli del XX secolo, degno di essere accostato a grandi strateghi navali come Lord Barham, Alfred von Tirpitz e John Fisher.

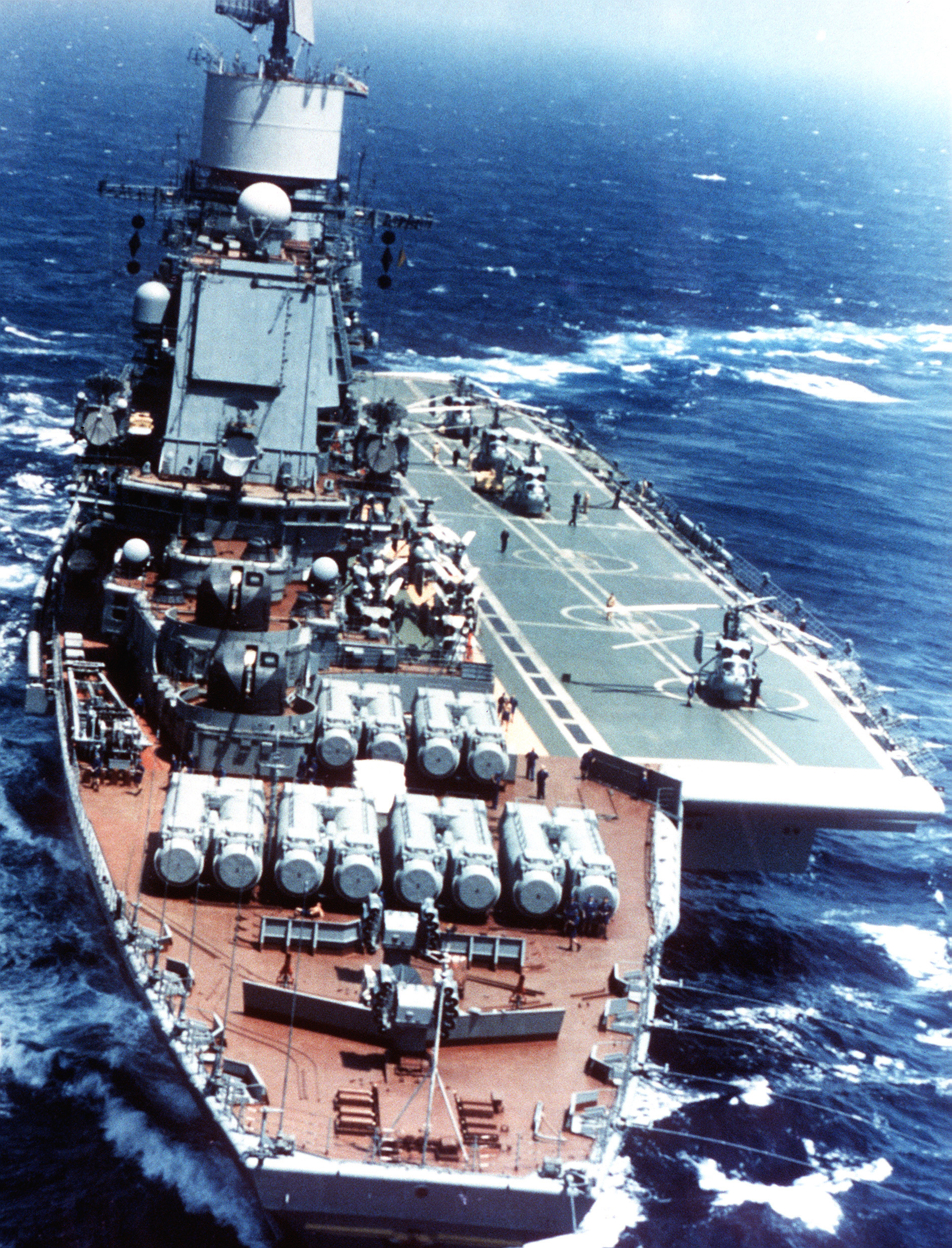
La Admiral Gorškov, portaerei della classe Kiev, intitolata dal 1991 al 2004 all'ammiraglio

### Gli ultimi anni e la morte
Gorškov continuò a guidare la Marina sovietica anche nei primi anni '80 del XX° secolo in un periodo di crescente confronto con gli Stati Uniti della nuova presidenza di Ronald Reagan e mantenne il comando in capo fino al 9 dicembre 1985, quando, nel clima di rinnovamento generale promosso dal segretario generale del PCUS Michail Gorbačëv, abbandonò dopo oltre 29 anni il suo incarico, affidato poi all'ammiraglio Vladimir Černavyn, ed entrò a far parte fino alla fine della sua vita del gruppo degli ispettori generali del Ministero della difesa. L'ammiraglio morì nel 1988 mentre era in pieno sviluppo il processo di riforma dell'Unione Sovietica, rovinosamente fallito nel 1991. Durante la sua vita Gorškov era stato anche membro del Comitato Centrale del Partito Comunista Sovietico dal 1961 e deputato del Soviet Supremo dal 1954. L'ammiraglio è sepolto a Mosca nel Cimitero di Novodevičij.
In suo onore la portaerei Baku, della Classe Kiev, venne ridenominata nel 1991 Admiral Gorškov (Адмирал флота Советского Союза Горшков), prima di essere venduta all'India nel 2004. Anche la Marina della Federazione russa coltiva la memoria del grande ammiraglio e la classe di fregate multiruolo più moderna attualmente in allestimento è stata denominata classe Admiral Gorškov.
Mentre durante il suo lungo periodo di comando Gorškov ottenne grande fama e mantenne la reputazione di ufficiale eccezionalmente capace e innovativo, artefice dello straordinario sviluppo e dell'apogeo della Marina sovietica, dopo la sua morte e, soprattutto dopo la dissoluzione dell'Unione Sovietica, il suo operato è stato sottoposto a critiche e la sua attività è stata in parte ridimensionata.
In particolare l'ammiraglio è stato criticato per aver costruito una flotta da guerra poco equilibrata e per aver trascurato di sviluppare la produzione di portaerei pesanti nucleari polifunzionali simili a quelle statunitensi, senza le quali la flotta sovietica non sarebbe stata in grado di sostenere solo operazioni di combattimento in conflitti limitati locali oppure di combattere una guerra nucleare globale con l'intervento dei sottomarini armati di missili balistici.
Inoltre alcuni studiosi ritengono che egli, strettamente legato al capo del complesso militare-industriale, il Maresciallo dell'Unione Sovietica Dmitrij Fëdorovič Ustinov, non si oppose all'irrazionale decisione di progettare e produrre troppe varianti diverse delle stesse classi di navi e di modelli di armi ed equipaggiamenti, per favorire l'attività industriale del maggior numero possibile di cantieri e industrie, a scapito del potenziamento delle strutture logistiche della Marina che rimasero sempre insufficienti. Nel periodo del suo massimo sviluppo la Marina sovietica aveva in programma contemporaneamente la costruzione e l'immissione in servizio di quattro tipi diversi di incrociatori. Il programma di costruzioni della Marina sovietica di Gorškov è stato considerato quindi eccessivamente costoso e privo di una logica strategico-operativa coerente.

## Carriera militare
- 1937: capitano di 3º rango
- 1939: capitano di 2º rango
- 1940: capitano di 1º rango
- 16 settembre 1941: contrammiraglio
- 25 settembre 1945: viceammiraglio
- 8 marzo 1953: ammiraglio di squadra
- 28 aprile 1962: ammiraglio della flotta
- 28 ottobre 1967: ammiraglio della flotta dell'Unione Sovietica